# 쇼니 미쓰사다
쇼니 미쓰사다(少弐 満貞, しょうに みつさだ)는 일본 무로마치 시대(室町時代)의 무장으로 쇼니씨(少弐氏) 11대 당주이다.

## 약력
오에이 원년(1394년)、쇼니 사다요리(少弐貞頼)의 아들로 태어났다. 그는 3대 쇼군(将軍) ・ 아시카가 요시미쓰(足利義満)로부터 이름자 하나를 받아, 처음 이름은 요리미쓰(頼満)라 하였다. 오에이 11년(1404년) 아버지 사다요리의 죽음으로 가독을 이었다. 오에이 3년(1396년) 료슌에 이어 신임 규슈 단다이(九州探題)가 된 시부카와 미쓰요리(渋川満頼)와는 몇 번이나 전투를 벌였다.
오에이 26년(1419년)、미쓰요리가 단다이직을 사임하고 물러나고 미쓰요리의 아들 요시토시(義俊)가 새로이 규슈 단다이가 되었다. 그 해에 조선이 왜구의 본거지로 여겨지던 쓰시마(対馬)에 대한 공격을 감행하였고(기해동정) 이때 쇼니 미쓰사다는 자신이 이를 맞아 싸웠음을 막부에 보고하였다. 오에이 30년(1423년)、하카타(博多)에서 단다이 요시토시와 싸워 그를 격파하였다. 오에이 32년(1425년)에 요시토시의 반격을 물리쳤으나, 북부 규슈에서의 항쟁을 평정하고자 스오에서 내려온 오우치 모리하루(大内盛見)에게 패배、하카타를 방기하는 수밖에 없었다.
쇼니 미쓰사다를 쳐부순 모리하루는 쇼초(正長) 원년(1428년) 종형인 요시토시로부터 단다이직을 넘겨받은 시부카와 미쓰나오(渋川満直)를 도와 규슈로의 세력 확대를 도모하였다. 에이쿄 3년(1431년)、미쓰사다는 지쿠젠국(筑前国)의 영유를 놓고 모리하루와 적대하던 오토모 모치타다(大友持直)와 함께 모리하루와 싸웠고, 모리하루는 전사하였다.
에이쿄 5년(1433년) 3월 무로마치 막부는 미쓰사다에 대한 추토령을 냈고, 이 추토 명령을 받들어 규슈로 내려온 오우치 모치요(大内持世)와 전투를 벌였으나, 아리토모 산성(有智山城)에서 패하고, 지쿠젠의 아키쓰키 성(秋月城)에서 전사하였다.
아들 스케쓰구(資嗣)는 비젠국(肥前国) 요카 장(与賀庄)의 전투에서 전사하고, 요시요리(嘉頼) ・ 노리요리(教頼)는 쓰시마로 달아나 소 씨(宗氏)에게 의지하였다.

## 조선과의 관계
쇼니 미쓰사다가 아버지의 죽음으로 가독을 잇기 2년 전인 조선 태종 2년(1402년)에 소 사다시게와 함께 조선에 사자를 보냈고, 조선 조정은 쌀 10섬과 잣 2섬, 범 가죽 한 장을 하사하였다. 이후 태종 12년(1412년)부터 쓰시마의 소 사다시게와 마찬가지로 해마다 사자를 조선에 보내어 토물을 바쳤다. 쇼니 미쓰사다가 보낸 사신은 태종 14년(1414년) 소 사다시게나 이키, 휴가에서 조선으로 보낸 사신들과 함께 조선 조정이 그들이 요구했던 범종을 주지 않는다는 이유로 소란을 부리기도 했고, 조선이 쓰시마 섬을 공격한 세종 원년/오에이 26년(1419년) 이듬해에는 조선에서 온 사신들에게 "지난 해에 조선이 우리 쓰시마 섬을 쳐들어 왔으니, 우리가 병선(兵船) 2, 3백 척을 청하여 조선의 해안 고을 몇 곳을 쳐부셔야 우리 마음이 쾌하겠다"고 발언하기도 했다. 조선 조정은 이에 다시 한 번 쓰시마 정벌을 논의하였다가 중지했으며, 쇼니 미쓰사다가 오우치 모리하루에게 패한 뒤인 세종 10년(1428년)에는 쇼니도노에게 줄 몫의 물품을 오우치도노에게 내리도록 명하기도 하였다.

## 참고 문헌
- 『新選事績通考』（三十一、系図附録五）
- 『称光天皇紀』（第十七、自応永二十六年四月至同年六月）
- 『歴代鎮西要略』

| 전임 쇼니 사다요리 | 제11대 쇼니씨 당주 | 후임 쇼니 스케쓰구 |